# Land- und forstwirtschaftliches Betriebsinformationssystem
Das Land- und forstwirtschaftliche Betriebsinformationssystem (LFBIS) ist die österreichische Variante der landesweit eindeutigen Kennzeichnung landwirtschaftlicher und forstwirtschaftlicher Betriebe:
Jeder Betrieb bekommt eine siebenstellige Nummer, wobei die letzte Ziffer eine Prüfziffer darstellt, zugeteilt, anhand derer er bundesweit identifiziert werden kann. Die Vergabe und Wartung dieser Nummer erfolgt durch Statistik Austria und ist im Rahmen des LFBIS Gesetzes, bzw. Verordnungen geregelt.
Verwendung u. a.: Statistische Erfassung land- und forstwirtschaftlicher Daten, Steuerberechnung land- und/oder forstwirtschaftlicher Betriebe, Betriebskennzeichnung im Rahmen der Dokumentation tierärztlicher Medikamentenapplikation an Nutztiere und -abgabe an Nutztierhalter sowie des Tiergesundheitsdienstes (TGD), Förderprogramme durch die Agrarmarkt Austria (AMA).